# Synagogue de Worms
La synagogue de Worms est l'une des plus anciennes synagogues d'Allemagne. Elle a été fondée en 1034. La première maison de culte a été détruite et reconstruite à plusieurs reprises dans son histoire. Elle sert maintenant les membres de la communauté juive de Worms et de Mayence comme maison de prière.

## Source
- (de) Cet article est partiellement ou en totalité issu de l’article de Wikipédia en allemand intitulé « Synagoge Worms » (voir la liste des auteurs).